# 让-皮埃尔·柯拉马帝

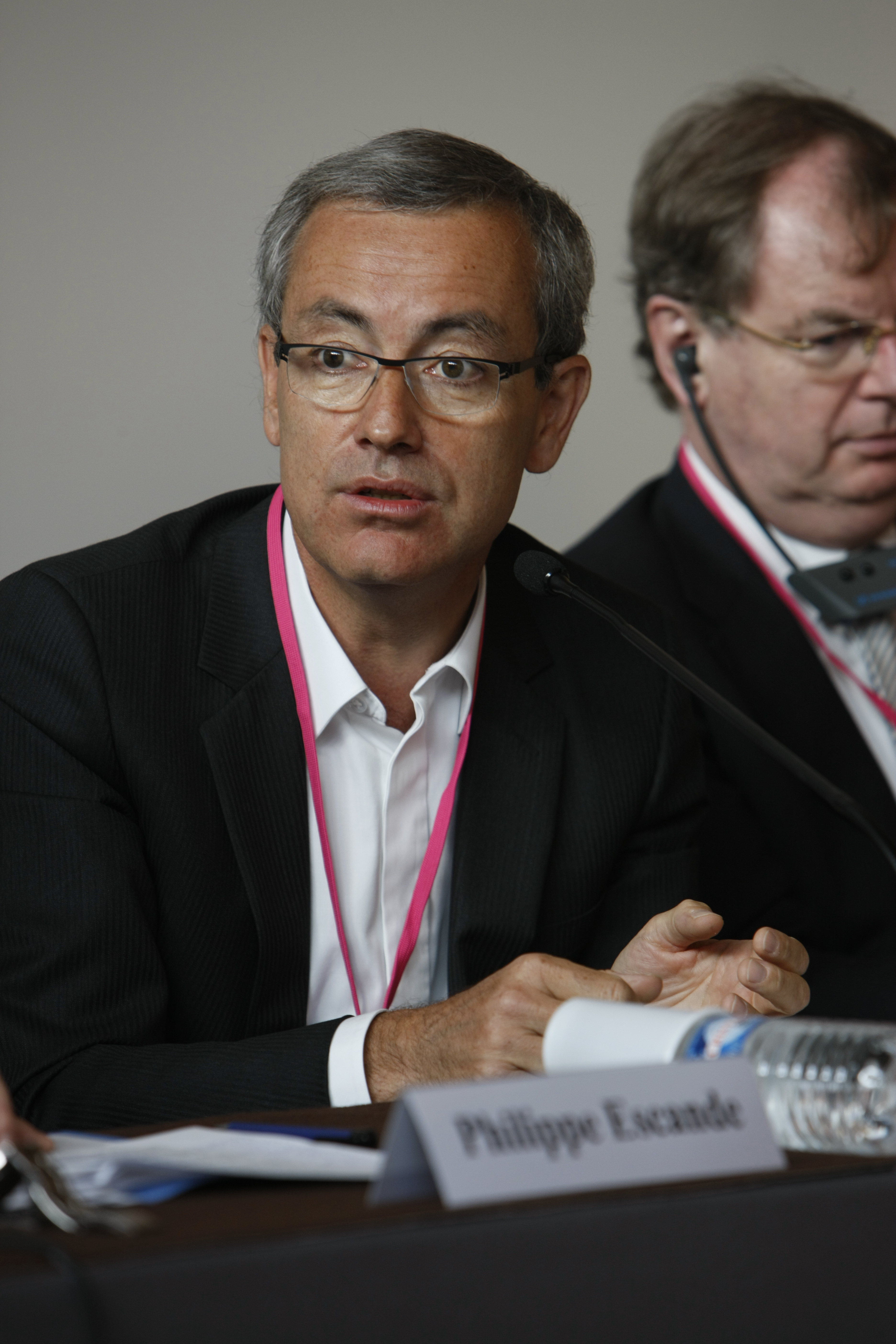
讓-皮埃爾·柯拉馬帝

让-皮埃尔·柯拉马帝（Jean-Pierre Clamadieu，1958年8月15日—），出生于法国，是一位企业领导人。
他曾任法国罗地亚化工集团的董事会主席兼执行总裁，2011年9月罗地亚被比利时索尔维化工集团收购。当其执行总裁Christian Jourquin于2012年5月退休时，让-皮埃尔·柯拉马帝被任命为新的执行总裁。
他同时兼任索尔维集团、安盛集团和汽车部件制造集团的董事会会员，法国企业运动可持续发展委员会主席，欧洲化学工业委员会主席，化学协会国际理事会会员，法国工业圈成员，法国私营企业协会成员，法国世纪俱乐部成员及欧洲工业圆桌成员。

## 简历
让-皮埃尔·柯拉马帝毕业于法国巴黎高等矿业大学，然后为法国矿业团总工程师。毕业后，在法国政府部门工作了9年，主要任职于法国工业部和法国劳动部。
1993年，他加入罗纳-普朗克集团负责开发汽车污染控制领域的新业务，随后在罗地亚集团担任过拉丁美洲化工总经理(1996-1999)，罗地亚服务公司总经理(1999-2000)，罗地亚集团全球采购经理(2001)，罗地亚精细有机化工总经理(2002-2003)，罗地亚制药和农用化工总经理(2003年4-10月)。
2003年10月，他被任命为罗地亚集团执行总裁，2008年3月被任命为集团董事会主席兼执行总裁。
从2003年10月起，他将罗地亚集团从破产的边缘挽回，并将其改造为现代化和盈利发展的集团，以财务信息透明度高和责任性管理强著称。
2011年4月，比利时索尔维集团向罗地亚发出友好收购提议，并于当年9月收购成功。由于合并调整工作进展非常顺利，所以索尔维集团董事会于2012年5月提前一年将其任命为新的执行总裁。4个月后, 索尔维集团就进入巴黎CAC40指数取代标致雪铁龙集团。
自2012年起并在很短的时间内，让-皮埃尔·柯拉马帝带领新索尔维集团成功地完成了整合、将新集团重组为更灵活更接近客户的扁平结构（五个事业部、新的视觉标识）、转换为更均衡的业务组合（通过在欧洲与Ineos的合资公司、在拉丁美洲Indupa子公司的转卖而退出PVC业务，在美国收购Chemlogics而投入能源开发业务，重点投资高增长的新兴区域：俄罗斯、印度、中国、泰国、...）。
他积极推动一个协调的欧洲统一能源政策...

## 到期授权
- 2008-2013：法国国家铁路集团董事会会员
- 2008-2011? 罗地亚董事局主席
- 2008-2011：罗地亚董事长兼首席执行官
- 2003-2008：罗地亚首席执行官

## 荣誉
让-皮埃尔·柯拉马帝于2005年获法国荣誉勋章骑士勋位，2009年获法国功勋勋章军官勋位，2012年10月被选为法国2012年度的杰出实业家，2013年被选为CAC40上市公司TOP领导人。